# Prix de l'Atlantique
Prix de l'Atlantique är ett travlopp för varmblodstravare som körs på Hippodrome d'Enghien-Soisy i Enghien-les-Bains norr om Paris i Frankrike varje år i mitten av april. Det är ett Grupp 1-lopp, det vill säga ett lopp av högsta internationella klass. Loppet körs över distansen 2150 meter. Förstapris är 90 000 euro. Loppet har körts sedan 1971.

## Vinnare
| År   | Häst                                              | Efter                                             | Kusk                                              | Tränare                                           | Tid    |
| ---- | ------------------------------------------------- | ------------------------------------------------- | ------------------------------------------------- | ------------------------------------------------- | ------ |
| 2025 | Iguski Sautonne                                   | Village Mystic                                    | Matthieu Abrivard                                 | Matthieu Abrivard                                 | 1.11,2 |
| 2024 | Horsy Dream                                       | Scipion du Goutier                                | Éric Raffin                                       | Pierre Belloche                                   | 1.10,2 |
| 2023 | Etonnant                                          | Timoko                                            | Anthony Barrier                                   | Richard Westerink                                 | 1.11,0 |
| 2022 | Vivid Wise As                                     | Yankee Glide                                      | Matthieu Abrivard                                 | Alessandro Gocciadoro                             | 1.11,7 |
| 2021 | Vivid Wise As                                     | Yankee Glide                                      | Alessandro Gocciadoro                             | Alessandro Gocciadoro                             | 1.11,0 |
| 2020 | Inställt p.g.a. den pågående coronaviruspandemin. | Inställt p.g.a. den pågående coronaviruspandemin. | Inställt p.g.a. den pågående coronaviruspandemin. | Inställt p.g.a. den pågående coronaviruspandemin. |        |
| 2019 | Looking Superb                                    | Orlando Vici                                      | Jean-Michel Bazire                                | Jean-Michel Bazire                                | 1.10,6 |
| 2018 | Bold Eagle                                        | Ready Cash                                        | Franck Nivard                                     | Sebastien Guarato                                 | 1.13,6 |
| 2017 | Bold Eagle                                        | Ready Cash                                        | Franck Nivard                                     | Sebastien Guarato                                 | 1.12,2 |
| 2016 | Lionel N.O.                                       | Look de Star                                      | Franck Nivard                                     | Fabrice Souloy                                    | 1.12,2 |
| 2015 | Moving On                                         | Quite Easy U.S.                                   | Franck Nivard                                     | Fabrice Souloy                                    | 1.12,9 |
| 2014 | Pascia' Lest                                      | Varenne                                           | Enrico Bellei                                     | Thierry Duvaldestin                               | 1.11,3 |
| 2013 | Timoko                                            | Imoko                                             | Joseph Verbeeck                                   | Richard Westerink                                 | 1.12,8 |
| 2012 | Main Wise As                                      | Yankee Glide                                      | Sebastien Ernault                                 | Mike Lenders                                      | 1.13,1 |
| 2011 | Main Wise As                                      | Yankee Glide                                      | Pierre Levesque                                   | Pierre Levesque                                   | 1.12,5 |
| 2010 | Quaker Jet                                        | Love You                                          | Jean-Étienne Dubois                               | Jean-Étienne Dubois                               | 1.11,7 |
| 2009 | Nouba du Saptel                                   | Canada                                            | Yves Dreux                                        | Pascal-André Geslin                               | 1.11,8 |
| 2008 | Exploit Caf                                       | Toss Out                                          | Jean-Michel Bazire                                | Fabrice Souloy                                    | 1.12,6 |
| 2007 | Meaulnes du Corta                                 | Voici du Niel                                     | Pierre Levesque                                   | Pierre Levesque                                   | 1.12,0 |
| 2006 | Jag de Bellouet                                   | Viking's Way                                      | Christophe Gallier                                | Christophe Gallier                                | 1.12,0 |
| 2005 | Jag de Bellouet                                   | Viking's Way                                      | Christophe Gallier                                | Christophe Gallier                                | 1.11,4 |
| 2004 | Jag de Bellouet                                   | Viking's Way                                      | Joseph Verbeeck                                   | Christophe Gallier                                | 1.13,1 |
| 2003 | Insert Gede                                       | Jet du Vivier                                     | Yves Dreux                                        | Jean Luc Bigeon                                   | 1.12,8 |
| 2002 | Fan Idole                                         | Le Ham                                            | Richard W. Denechere                              | Richard W. Denechere                              | 1.13,1 |
| 2001 | Gobernador                                        | Buvetier d'Aunou                                  | Dominik Locqueneux                                | Pierre Desire Allaire                             | 1.14,3 |
| 2000 | Fan Idole                                         | Le Ham                                            | Richard W. Denechere                              | Richard W. Denechere                              | 1.16,4 |
| 1999 | Ganymède                                          | Buvetier d'Aunou                                  | Jean-Pierre Dubois                                | Jean-Pierre Dubois                                | 1.13,7 |
| 1998 | Defi d'Aunou                                      | Armbro Goal                                       | Jean-Pierre Dubois                                | Jean-Étienne Dubois                               | 1.15,2 |
| 1997 | Defi d'Aunou                                      | Armbro Goal                                       | Jean-Étienne Dubois                               | Jean-Étienne Dubois                               | 1.14,3 |
| 1996 | Coktail Jet                                       | Quoucky Williams                                  | Jean-Étienne Dubois                               | Jean-Étienne Dubois                               | 1.12,9 |
| 1995 | Bonheur de Tillard                                | Podosis                                           | Jean Claude Hallais                               | Jean Claude Hallais                               | 1.15,0 |
| 1994 | Vourasie                                          | Fakir du Vivier                                   | Bernard Oger                                      | Léopold Verroken                                  | 1.15,9 |
| 1993 | Vourasie                                          | Fakir du Vivier                                   | Bernard Oger                                      | Léopold Verroken                                  | 1.16,2 |
| 1992 | Ursulo de Crouay                                  | Mivus                                             | Joël Hallais                                      | Joël Hallais                                      | 1.16,3 |
| 1991 | Reve d'Udon                                       | Ejakval                                           | Yves Dreux                                        | Bernard Desmontils                                | 1.18,2 |
| 1990 | Reve d'Udon                                       | Ejakval                                           | Yves Dreux                                        | Bernard Desmontils                                | 1.15,3 |
| 1989 | Ourasi                                            | Greyhound                                         | Michel Marcel Gougeon                             | Jéan-Rene Gougeon                                 | 1.19,2 |
| 1988 | Ourasi                                            | Greyhound                                         | Jéan-Rene Gougeon                                 | Jéan-Rene Gougeon                                 | 1.15,1 |
| 1987 | Ourasi                                            | Greyhound                                         | Jéan-Rene Gougeon                                 | Jéan-Rene Gougeon                                 | 1.16,3 |
| 1986 | Ourasi                                            | Greyhound                                         | Jéan-Rene Gougeon                                 | Jéan-Rene Gougeon                                 | 1.16,5 |